# Nacionalni park Quttinirpaaq
Quttinirpaaq (inuktitut za „vrh svijeta”) je nacionalni park na otoku Ellesmereu u kanadskom saveznom teritoriju Nunavut.
Površinom pokriva više od jedne petine površine otoka, a sastoji se od sedam fjordova i mnoštva ledenjaka i spada među najsjevernije svjetske nacionalne parkove. Led koji prekriva park ostatak je još iz posljednjeg ledenog doba koji je pokrivao Sjevernu Ameriku 10,000 godina. Obale oceana u parku su duboko usječene glacijalnim dolinama i fjordovima. Planinski sjever Grand Landa susreće se s morem na čijim planinama je led debeo do 80 metara. Jugom i istokom dominira jezero Hazen dugo 80 kilometara i s površinom od 542 km². Eko-sistemu (4,900 km²) jezera Hazen pripada i Ruggles River, a temperatura se ovdje nikada ne podiže iznad 60ºC. Nepristupačnim Hazen Platoom dominiraju na istoku 600 metara visoke stijene Archer Fjorda i Robenson Channela. 

## Geografija
Quttinirpaaq je udaljen 500 milja (805 km) od Sjevernog pola, na 80 ° N širine, nazivan ranije i Ellesmere Island National Park. Sjeverni dio zauzima impresivni Grant Land Mountains sa zaleđenim vrhovima uključujući i Mount Barbeau, najviši vrh na istoku Sjeverne Amerike (2,600 m; 8,500 stopa). Na jugu se nalazi Lake Hazen Plateau s jezerom Lake Hazen, opet svjetski najsjevernijim slatkovodnim jezerom i jednom vrstom riba iz porodice lososa. Sjever otoka Ellesmere dobro je poznata polazišna točka za ekspedicije na Sjeverni pol. Tu se nalazi i Ft. Conger, mjersto s kojega su na svoj put na sjever krenuli i Greely i Peary. Na otoku se još nalazi Pearyjeva i Hensonova koliba, nažalost neodržavana. 
Parkom posjetioci prolazie legendarnom rutom "Muskox Way", kojom su prije 4,000 godina Paleo-Eskimi prolazili preko Barren Groundsa za Grenland. Put vodi preko snijegom zamrznutog Hazen-Platoa. Za kratkog ljeta ovo područje prekriveno je čudesno lijepim divljim cvijećem.  Najveću populaciju čine arktički zečevi,  i česte su velike grupe muškatnih goveda (Ovibos moschatus) kojih je na stotine, tu su i rijetki Pearyjevi karibui (Rangifer tarandus pearyi), vukovi i arktička lisica. Ove životinje glavni su predstavnici sisavaca koji se mogu naći u parku. Polarnih medvjeda ima u obalnom području i nije im svojstveno da zalaze u unutrašnjost otoka. Tokom ljeta posjećuju ga i mnoge vrste ptica. 
Quttinirpaaq je polarna pustinja, jedno od najsušnijih područja sjeverne hemisfere, s godišnjom količinom padalina od svega 60 milimetara. Nisko bilje i cvijeće za muškatna goveda, pearyjeve karibue i arktičke zečeve predstavljaju opstanak u ovom području.

## Vajske poveznice
- Informacije o parku na stranicama kandidata za svjetsku baštinu UNESCO-a (engl.)